# San Miguel, Iloilo

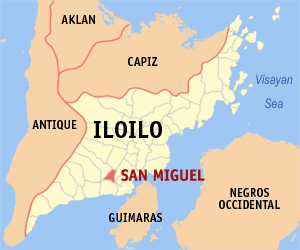
Bản đồ Iloilo với vị trí của San Miguel

San Miguel là một đô thị hạng 5 ở tỉnh Iloilo, Philippines. Theo điều tra dân số năm 2000 của Philipin, đô thị này có dân số 20.754 người trong 4.117 hộ.

## Các đơn vị hành chính
San Miguel được chia ra 24 barangay.
| - Bgy. 1 Pob. - Bgy. 2 Pob. - Bgy. 3 Pob. - Bgy. 4 Pob. - Bgy. 5 Pob. - Bgy. 6 Pob. - Bgy. 7 Pob. - Bgy. 8 Pob. - Bgy. 9 Pob. - Bgy. 10 Pob. - Bgy. 11 Pob. - Bgy. 12 Pob. | - Bgy. 13 Pob. - Bgy. 14 Pob. - Bgy. 15 Pob. - Bgy. 16 Pob. - Consolacion - Igtambo - San Antonio - San Jose - Santa Cruz - Santa Teresa - Santo Angel - Santo Niño |

The current mayor of the municipality is Gregorio Villarico and the current vice mayor is Victor Saclauso.